# Generali bizantini

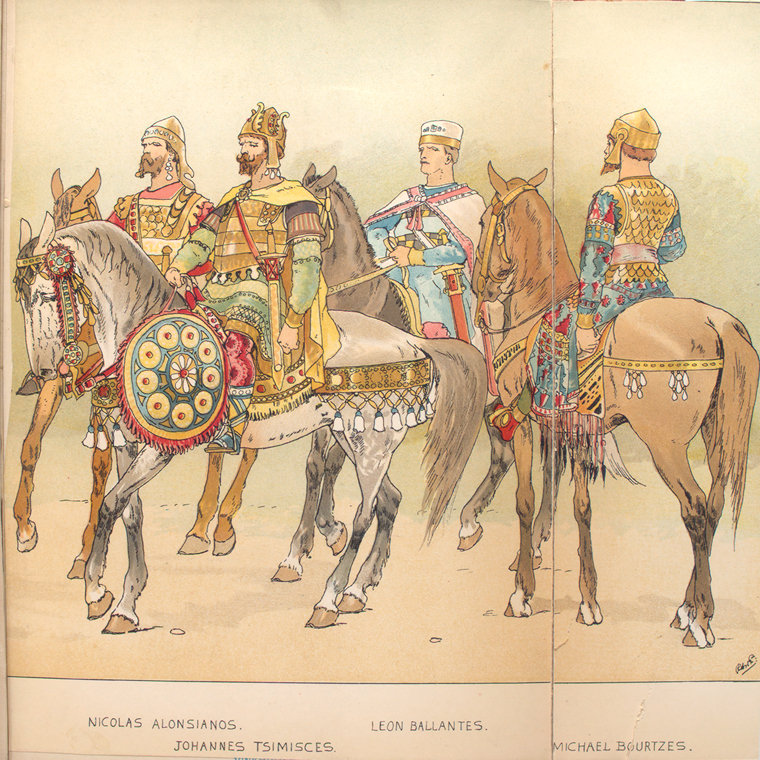
Rappresentazione di quattro generali bizantini, tra cui quella di Giovanni I Zimisce.

I Generali bizantini furono molto importanti nella Bisanzio, ed andarono susseguendosi nel tempo, specialmente con la crescita dell'Impero bizantino. Assetati di potere, molti di loro tentarono di usurpare il trono: alcuni riuscirono nell'intento, altri no, e il prezzo di solito pagato da chi falliva era la testa.
La figura del generale, all'interno del sistema bizantino, è assimilabile a quella dello strategos, ovvero colui che governava un thema; poi ci furono anche i Generalissimi che, nei primi secoli dell'impero, avevano il nome di magister militum.
I Generalissimi governavano l'esercito bizantino: uno preposto alla guida delle province orientali di Costantinopoli; un altro di quelle occidentali.

## Generali dell'Impero romano d'Oriente
- Bacurios Hiberios, vissuto nel IV secolo, era presente nella battaglia di Adrianopoli.
- Aspare, nato nel 400 e morto nel 471, fu magister militum.
- Ardabur, morto nel 471 fu magister militum.
- Illos, morto nel 488, tentò di usurpare il trono.
- Belisario, nato nel 500 e morto nel 565, Conquistò il nord Africa e il sud e il centro Italia.
- Procopio di Cesarea, nato nel 500 e morto nel 565, ufficiale nell'esercito di Belisario, e segretario di quest'ultimo. Scrisse la Storia delle guerre di Giustiniano.
- Narsete, nato nel 478 e morto nel 574, conquistò l'Italia.
- Giovanni, vissuto nel VI secolo, fu un generale sotto i comandi di Belisario e poi di Narsete.
- Sitta, vissuto sotto Giustiniano, combatté contro i Persiani, convertì gli Tzani e morì nel tentativo di sedare una rivolta armena.
- Mundo, vissuto sotto Giustiniano, sedò insieme a Belisario la rivolta di Nika e morì in Dalmazia contro i Goti.
- Giovanni Troglita, vissuto sotto Giustiniano, vinse i Mauri (Berberi).
- Baduario, genero di Giustino II e generale, inviato in Italia nel 576 per sconfiggere i Longobardi.
- Maurizio, imperatore dal 582 al 602, nel periodo 578-582 fu magister militum per orientem.
- Filippico, generale vissuto nel VI-VII secolo.
- Comenziolo, generale vissuto nel VI-VII secolo.
- Foca, nato nel 564 e morto nel 610, usurpò il trono di Bisanzio.
- Prisco visse tra il VI secolo e il VII secolo e aiutò Eraclio I ad impossessarsi del trono.
- Eraclio I, nato nel 575 e morto nel 641, prese il trono di Bisanzio.

## Generali della prima fase dell'Impero bizantino
- Teodoro nato nel VI secolo, e morto nel VII secolo, fu generale supremo delle forze bizantine in Egitto, e fu molte volte sconfitto dagli arabi.
- Costante II nato nel 630 morto nel 668, fu proclamato Imperatore di Bisanzio a undici anni dai soldati. Da imperatore condusse alcune campagne contro Arabi, Slavi e Longobardi.
- Leonzio nato nel 660 morto nel 705, usurpò il trono di Bisanzio.
- Tiberio III morto nel 705, usurpò il trono di Bisanzio.
- Filippico Bardane morto nel 713, usurpò il trono di Bisanzio.
- Michele II l'Amoriano nato nel 770 morto nell'829, usurpò il trono di Bisanzio.
- Niceforo Foca (IX secolo) il quale nel biennio 885-886 riconquistò la Calabria, la Basilicata e la Puglia.
- Bardas vissuto nel IX secolo, fu generale di Michele III.
- Alessio Mosele nacque nel X secolo, e morì il 18 marzo del 922, durante la disastrosa battaglia di Pigae contro i bulgari.
- Poto Argiro vissuto a cavallo tra il X secolo, e l'XI secolo, fu un generale sotto il comando di Romano I Lecapeno, e combatté nella disastrosa battaglia di Pigae contro i bulgari.
- Romano I Lecapeno morto nel 948, fu nominato Imperatore bizantino dalla marina di Costantinopoli.
- Niceforo II Foca nato nel 912 morto nel 969, riconquistò Creta, Aleppo e la Cilicia, e poi usurpò il trono di Bisanzio.
- Giovanni I Zimisce, nato nel 925 morto nel 976, riconquistò parte della Mesopotamia, e usurpò il trono di Bisanzio.
- Barda Foca morto nel 989, tentò di usurpare il trono.
- Bardas Sclero vissuto nel X secolo, tentò due volte di usurpare il trono.
- Giorgio Paleologo vissuto nell'XI secolo, combatté a Durazzo.
- Alessio Xifea vissuto tra il X secolo e l'XI secolo, catapano della Langobardia.
- Teofilo Botaniate nato nel X secolo, e morto nella battaglia di Kleidion nel 29 luglio del 1014, era anche strategos di Tessalonica.
- Niceforo Xiphias nato nel X secolo, e morto nell'XI secolo, giocò un ruolo cruciale nella battaglia di Kleidion, e questa fu il più grande momento di gloria dell'Imperatore Basilio II Bulgaroctono, era inoltre strategos di Filippopoli.
- Giorgio Maniace nato nel 998 morto nel 1043, conquistò parte della Sicilia, tentò di usurpare il trono.
- Isacco I Comneno nato nel 1015 morto nel 1061, fu eletto Imperatore dagli eserciti dell'Asia minore.
- Romano IV Diogene nato nel 1032 morto nel 1072, leale generale, diventò Imperatore di Bisanzio dopo aver sposato Eudocia.
- Andronico Ducas nato nell'XI secolo, morto il 14 ottobre del 1077, tradì Romano IV Diogene, durante la battaglia di Manzikert.
- Niceforo Briennio vissuto nell'XI secolo, tentò di usurpare il trono di Bisanzio.
- Isacco Comneno vissuto nell'XI secolo fu generalissimo d'oriente.
- Niceforo III Botaniate nato nel 1001 morto nel 1081, strategos del thema dell'Anatolia, usurpatore del trono di Bisanzio.
- Giovanni Ducas vissuto nell'XI secolo fu generale di Niceforo III Botaniate.
- Niceforo Basilaskes vissuto nell'XI secolo, tentò di usurpare il trono.
- Niceforo Melisseno vissuto nell'XI secolo, tentò di usurpare il trono.
- Alessio I Comneno nato nel 1048 morto nel 1118, si distinse contro i Selgiuchidi, e represse molte rivolte, usurpò il trono di Bisanzio.
- Michele Paleologo morto nel 1156, conquistò la Puglia.
- Giovanni Ducas nato nel 1126 morto nel 1200, Conquistò la Puglia, e divenne Sebastocratore.
- Manuele Camytzes nato nel 1150 morto dopo 1202, tentò di contrastare i bulgari.
- Alessio vissuto nel XII secolo, portò a termine la pace con il Regno di Sicilia.

## Generali dell'Impero di Nicea
- Giovanni Paleologo visse nel XIII secolo, conquistò gran parte della Grecia.
- Teodoro Ducas visse nel XIII secolo, e fece parte della battaglia di Pelagonia.
- Alessio Strategopulo vissuto nel XIII secolo, conquistò l'Epiro, e riconquistò Costantinopoli.

## Generali della seconda fase dell'Impero bizantino
- Michele IX Paleologo nacque il 17 aprile del 1277, e morì il 12 ottobre del 1320 fu sconfitto nella Battaglia di Skafida e riprese la Bitinia ai Turchi.
- Giovanni VIII Paleologo nacque il 18 dicembre del 1392, e morì il 31 ottobre del 1448, egli condusse la difesa bizantina durante l'assedio di Costantinopoli del 1422.
- Giorgio Sfranze, nacque il 30 agosto 1401 morì nel 1477, fu al comando dell'esercito bizantino che riconquistò tutto il Peloponneso sotto il despota, e futuro imperatore Costantino XI Paleologo.
- Luca Notara, morì il 3 giugno 1453, era Mega dux, Costantino XI Paleologo il 31 marzo 1453 nominò Luca Notara comandante della porta Basilica (o Imperiale), era al comando di 100 cavalieri bizantini e alcuni latini.
- Leontari Briennio, nacque probabilmente alla fine del XIV secolo o gli inizi del XV secolo, e morì con molta probabilità tra il 29 e il 30 maggio del 1453; fu un ambasciatore bizantino, e il 31 marzo del 1453, il Basileus Costantino XI Paleologo nominò Leontari Briennio, e Fabruzzi Corner (veneziano) comandanti della difesa della porta di Charisios.
- Giovanni Giustiniani Longo genovese, nacque nel XV secolo e morì nei primi giorni di giugno del 1453 a Chio a causa delle ferite riportate durante la battaglia di Costantinopoli. Era podestà di Caffa, e fu nominato nel marzo del 1453 da Costantino XI Paleologo comandante delle difese di Costantinopoli.
- Girolamo Minotto veneziano, era il capitano della marina veneziana a Costantinopoli, fu nominato nel marzo 1453 da Costantino XI Paleologo comandante della marina bizantina. Morì a Costantinopoli il 29 maggio 1453, fatto decapitare dal sultano ottomano conquistatore di Costantinopoli, Mehmet II.
- Graziano Paleologo vissuto nel XV secolo difese una città della Morea dai turchi.